# 太行山
太行山又名五行山、王母山、女娲山，或作太形山。中国东部地区的重要山脉和地理分界线。跨越北京市、河北省、山西省、河南省四省市。北起北京西山，南达豫北黄河北岸，西接山西高原，东临华北平原，绵延400余公里，为山西东部、东南部与河北、河南两省的天然界山。它由多种岩石结构组成，呈现不同的地貌，这里储藏有丰富的煤炭资源。太行山地区有众多河流发源或流经，使连绵的山脉中断形成“水口”，这里是华北平原进入山西高原的要道。太行山麓是东亚古代文明的主要发祥地和历史事件发生地。

## 地理
太行山位于河北平原和山西高原之间，走向为从东北向西南，北高南低，东陡西缓，北隔拒马河与军都山相对，南抵河南省的沁河平原，西翼连接山西高原，东翼由中山、低山、丘陵过渡到平原。山高为海拔1500米-2000米，山脊东侧从河北平原拔地而起，许多地段有高1000米的断层岩壁，所以气势宏伟；西侧由于和高原接壤，山坡缓平。2000米以上的高峰有河北的小五台山、灵山、东灵山，山西的太白山、南索山、阳曲山、白石山等。北端最高峰为小五台山，高2882米；南端高峰为陵川的佛子山、板山，海拔分别为1745米、1791米。
太行山的自然植被被垂直温差面异，如小五台山南坡，1000米以下为灌丛；1000米以上偶有云极或落叶松。北坡1600米以下是夏绿林，1600-2500米是高亚草原。矿藏，从北到南，煤炭资源丰富，还有铁、铜、钼、金、钨等。有许多重要煤矿、陶瓷、水泥和石灰生产工业。太行山南段和北段为石灰岩组成，中段有部分片麻岩。
由于东面海风吹来，被太行山阻隔，夏季迎风坡多降雨，有暴雨区，1963年曾造成河北省大洪水。东侧还是地震强烈活动带，1966年邢台地震是20世纪七十年代以前中国第一次最强烈的地震。
山上有郭亮村，是記念東漢末年陳郭亮而取名。從前村民與山下的唯一交通只有經過陡峭的天梯，許多後代因生活不便而移居山下。幾十年前，有居民為了保住郭亮村傳統，十多名年輕村民買器具和炸藥，開拓行車路，揭開中國交通史上重要一頁。因交通方面，促進當地遊客業，山下居民亦願意嫁到山上。

## 太行八陉

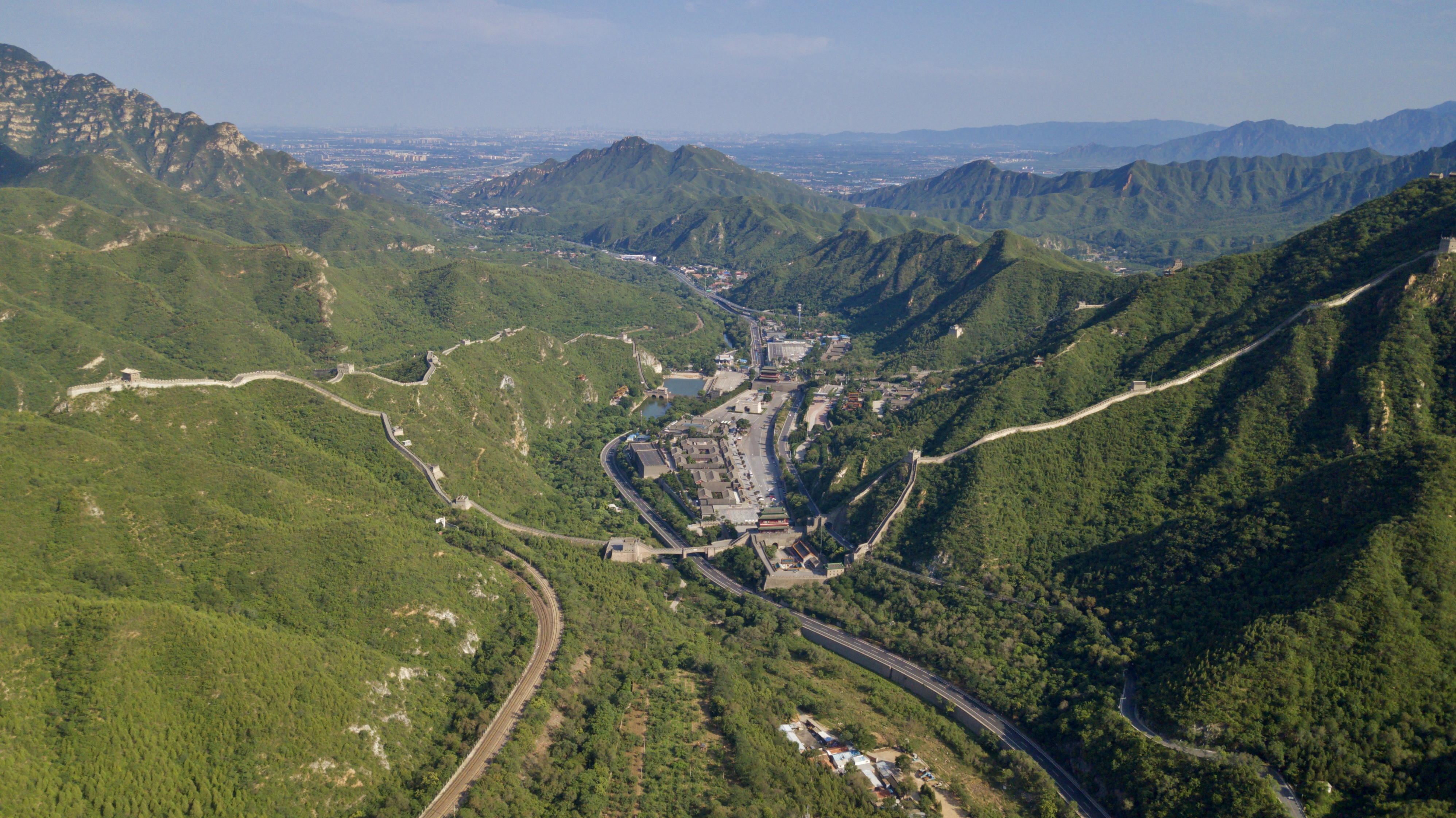
太行山东麓终点，镇守军都陉的居庸关。此图中居庸关为界，左侧为燕山，右侧为太行山

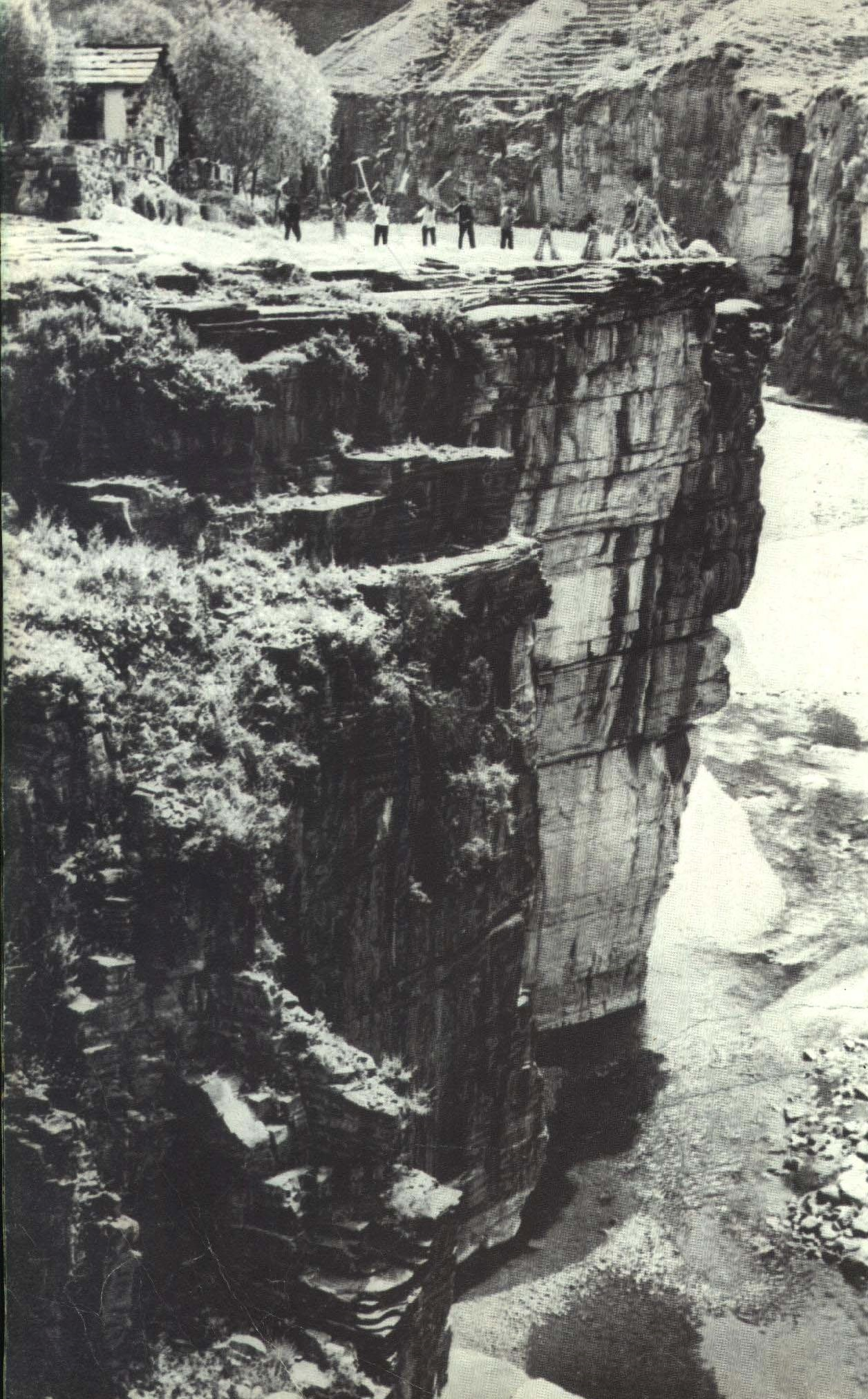
1964年的太行山村

沁河、漳河、滹沱河、沙河、唐河、拒马河、永定河等河流，横切了太行山主脉，汇入黄河与海河这两大水系。山体中间由于被许多条河流切割作用，形成很多陡峭山谷，是穿越太行山的天然通道，也是重要关口。山中众多雄关中，著名的有位于河北的紫荆关，山西的娘子关、虹梯关、壶关、天井关等。山西高原的河流经太行山流入华北平原，流曲深澈，峡谷毗连，多瀑布湍流。河谷及山前地带多泉水，以娘子关泉为最大。河谷两崖有多层溶洞，著名的有陵川的黄围洞、晋城的黄龙洞、黎城的黄崖洞和北京房山的云水洞等。在太行山深山区河北赞皇县，有世界最大的天然回音壁。
太行山中多东西向横谷（古稱為陉），著名的有军都陉、薄阳陉、飞狐陉、井陉、滏口陉、白陉、太行陉、帜关陉等，古称太行八陉，为穿越太行山脉的8条通道。

## 太行山的宗教活動
太行山脈有許多的宗教活動勝地，例如位於河北省張家口市境內小五台山，在佛教昌盛時期，也曾一度為佛教聖山。小五台山從北魏起就有佛教活動，到遼代時最為興盛。目前小五台山分佈著遼、明、清時期的20多座寺廟。小五台山海拔2737米處一明代寺院 - 南台弥勒院，是河北省內海拔最高的寺院。
而將近四百年以來，太行山也是中國大陸的天主教的中心轴。在17世纪早期北京成为天主教、新教等宗派永久立足点後，天主教就由太行山脉两侧向大陸散播开。

## 历史与军事作用
太行山形势险峻，历来被视为兵要之地。東周思想家列御寇「愚公移山」用比喩的手法，表示七百里太行王屋亦可遷移。从春秋战国直到明、清，两千多年间烽火不息。前650年，齐伐晋，入孟门、登太行。齐桓公曾悬车束马窬太行。前263年，秦伐韩，在太行山“决羊肠之险”，一举夺韩荥阳。前204年，刘邦被困于荥阳、成皋之间，他采纳郦食其的建议，北扼飞狐之口，南守白马（今河南滑县东北）之津，终于转危为安。东汉元初元年（114年），汉安帝为防外敌侵犯洛阳，下诏在太行南端36处要冲屯兵。曹操围临漳，袁尚轻易率军东出太行，结果大败于曹军。晋太元十九年（394年），后燕慕容垂进伐西燕，屯军于临漳西南。西燕慕容永令全部人马前去堵塞太行山口，慕容垂引兵自滏口进入，灭了西燕。隋末，李世民与窦建德相争，李世民进据虎牢（当時避李淵祖父諱称武牢），使窦不能越过太行，李乘机占领上党，尽收河东之地。元至正十八年（1358年），刘福通率起义军越过太行，火烧上党。元将察罕帖木兒塞井陉、杜太行，遏止起义军向北发展。
河北、山西抗日战争时期，八路军一二九师在刘伯承、徐向前的领导和指挥下，创建了太行区（晉冀魯豫邊區）。发轫于太行山的游击战，迅速发展到西起同薄、汾河，东至渤海，南靠黄河，北沿正太、沧石路的广大地区，太行山会战先后形成许多重要战略区。
太行山还因为其险要的地理位置，被中国人民解放军第二炮兵部队作为重要的弹道导弹阵地。据未经确认的报道，1995年完成的长城工程在太行山腹地建成数座战略导弹基地，供东风15弹道导弹及东风31、东风41洲际弹道导弹使用。

## 神话傳說
傳說愚公苦於家門前有王屋山、太行 (古稱: 太形山)二山阻攔出路，因而率領子孫挖掘土石，決心鏟平二山。 典出《列子． 湯問》。 後用「愚公移山」比喻努力不懈，終能達成目標。

## 延伸阅读
- 愚公移山

[在维基数据编辑]
 《欽定古今圖書集成·方輿彙編·山川典·太行山部》，出自陈梦雷《古今圖書集成》
 维基文库中的相關文獻：列子/湯問篇